# Mauro Quiroga
Mauro Quiroga, né le 7 décembre 1989 à Concepción en Argentine, est un footballeur argentin. Il évolue au poste d'attaquant avec le club d'Argentinos Juniors.

## Biographie
Mauro Quiroga joue 87 matchs en deuxième division espagnole, inscrivant 18 buts.